# Powidz (Polanów)
Powidz (deutsch Friedensdorf) ist ein Dorf in der polnischen Woiwodschaft Westpommern in der Gemeinde Polanów (Pollnow) im Powiat Koszaliński (Köslin).

## Geographische Lage
Powidz liegt im nordöstlichen Bereich des Kreises Koszalin, 27 Kilometer von der Kreisstadt und 20 Kilometer von Polanów entfernt. Das Dorf befindet sich abseits der Nebenstraße Sianów (Zanow) – Ratajki (Ratteick) – Polanów und ist über den Abzweig Sowno (Alt Zowen) zu erreichen. Bis 1945 war das fünf Kilometer entfernte Kösternitz (heute polnisch: Kościernica) Bahnstation an der Kleinbahnstrecke Köslin - Natzlaff (- Pollnow) der Köslin–Belgarder Bahnen.
Powidz ist umgeben von den Nachbarorten Kościernica im Westen, Ratajki und Sierwakowo Sławieńskie (Zirchow) im Norden, Sowno im Osten und Sowinko (Neu Zowen) im Süden. Rings um das Dorf ist die Landschaft flachwellig und steigt nach Süden hin an. Dort befindet sich auch die höchste Erhebung des Ortes mit 119 Metern.

## Ortsname
Der deutsche Name Friedensdorf soll gewählt worden sein, weil man sich eine Ansiedlung von friedlichen Menschen, die sich gegenseitig helfen, vorstellte. Die Abseitslage des Ortes spricht auch wohl für friedliche Ruhe im Dorf, wenn man im Schlawer Land sprichwörtlich sagte: „Es ist so still wie in der Friedensdorfer Kirche“ – und das, obwohl es in Friedensdorf gar keine Kirche gab.

## Geschichte
Friedensdorf wurde zu Beginn des 19. Jahrhunderts als Siedlung von Alt Zowen (heute polnisch: Sowno) aus angelegt. An einigen Hausgiebeln waren vor 1945 noch die Baujahre 1803 und 1810 erkennbar. Die Siedler sollen aus Dörfern des Kreises Schlawe (Damerow (heute polnisch: Dąbrowa), Karnkewitz (Karnieszewice), Zitzmin (Sieciemin), Nemitz (Niemica) und Sydow (Żydowo)) und des Kreises Köslin (Crampe (Krępa), Dubbertech (Dobrociechy), Gust (Gozd) und Kurow (Kurowo)) gekommen sein.
Im Jahre 1818 lebten in der fast 300 Hektar umfassenden Gemeinde Friedensdorf 308 Einwohner, deren Zahl allerdings bis 1939 auf 199 zurückging.
Ein großer Brand vernichtete 1892 15 Höfe im Ostteil des Dorfes. Der Brandstifter konnte gefasst und zu 12 Jahren Gefängnis verurteilt werden. Der Wiederaufbau erfolgte relativ schnell.
Friedendorf gehörte bis 1945 mit Alt Zowen (Sowno) und Kritten (Krytno), Latzig (Laski) und Neu Zowen zum Amts- und Standesamtsbezirk Zowen mit Sitz in Alt Zowen. Das Amt gehörte zum Landkreis Schlawe i. Pom. im Regierungsbezirk Köslin der preußischen Provinz Pommern.
Am 3. März 1945 marschierten Truppen der Roten Armee in Friedensdorf ein – mit grausamen Begleitumständen, Misshandlungen und Zerstörungen. Anfang 1946 übernahm die polnische Verwaltung das Dorf, und die deutsche Bevölkerung wurde ab Juni 1946 vertrieben. Friedensdorf wurde als Powidz ein Teil der Gmina Polanów und wechselte vom Kreis Schlawe in den Powiat Koszaliński der Woiwodschaft Köslin, ab 1998 der Woiwodschaft Westpommern.

## Kirche
In Friedensdorf lebten vor 1945 überwiegend evangelische Einwohner. Die Kirche stand in Alt Zowen (heute polnisch: Sowno), und die Dörfer Alt Zowen mit Kritten (Krytno) und Neu Zowen (Sowinko) bildeten mit Friedensdorf die selbständige – 1940 immerhin 1006 Gemeindeglieder zählende – Kirchengemeinde Zowen. Sie war Filialgemeinde im Kirchspiel Kösternitz (Kościernica) im Kirchenkreis Köslin (Koszalin) in der Kirchenprovinz Pommern der Kirche der Altpreußischen Union. Letzter deutscher Geistlicher war Pfarrer Wilhelm Schubring.
Heute gehören die Einwohner von Powidz überwiegend zur Katholischen Kirche in Polen. Gottesdienstort ist heute Kościernica (Kösternitz), das jetzt Filialort der Parafia Szczeglino (Steglin) im Dekanat Polanów (Pollnow) im Bistum Köslin-Kolberg ist. Die evangelischen Kirchenglieder betreut das Pfarramt Koszalin (Köslin) in der Diözese Pommern-Großpolen der Evangelisch-Augsburgischen Kirche in Polen.

## Schule
Die erste Friedensdorfer Schule brannte 1902 ab. Im Jahre 1904 konnte ein neues Gebäude errichtet werden.